# Bàscara
Bàscara település Spanyolországban, Girona tartományban. Bàscara Pontós, Garrigàs, Vilaür, Saus, Viladasens és Vilademuls községekkel határos. Lakosainak száma 1057 fő (2024).

## Népesség
A település népessége az elmúlt években az alábbi módon változott:
| Lakosok száma | 368  | 955  | 884  | 825  | 756  | 870  | 946  | 949  | 1004 | 1057 |
|               | 1717 | 1887 | 1936 | 1960 | 1986 | 2004 | 2009 | 2014 | 2019 | 2024 |